# Роналд (Вашингтон)
Роналд (енгл. Ronald) насељено је место без административног статуса у америчкој савезној држави Вашингтон.

## Демографија
По попису из 2010. године број становника је 308, што је 43 (16,2%) становника више него 2000. године.
| Група             | 2000.       | 2010.       |
| Белци             | 249 (94,0%) | 282 (91,6%) |
| Афроамериканци    | 3 (1,1%)    | 0 (0,0%)    |
| Азијати           | 1 (0,4%)    | 2 (0,6%)    |
| Хиспаноамериканци | 7 (2,6%)    | 11 (3,6%)   |
| Укупно            | 265         | 308         |